# Nahia louwi
Nahia louwi är en kräftdjursart som beskrevs av Stefano Taiti och Franco Ferrara1982. Nahia louwi ingår i släktet Nahia och familjen Philosciidae. Inga underarter finns listade i Catalogue of Life.